# مونتیل
مونتیل (انگلیسی: Montiel) یک منطقهٔ مسکونی کوچک در استان سیوداد رئال در کشور اسپانیاست که در بخش خودمختار کاستیا-لا مانچا واقع شده‌است. مساحت این منطقهٔ مسکونی ۲۷۱٫۲۲ کیلومتر مربع است و مطابق آمار ۱ ژانویه ۲۰۲۰، جمعیت آن ۱۲۹۴ نفر بود.